# Ayahuasca

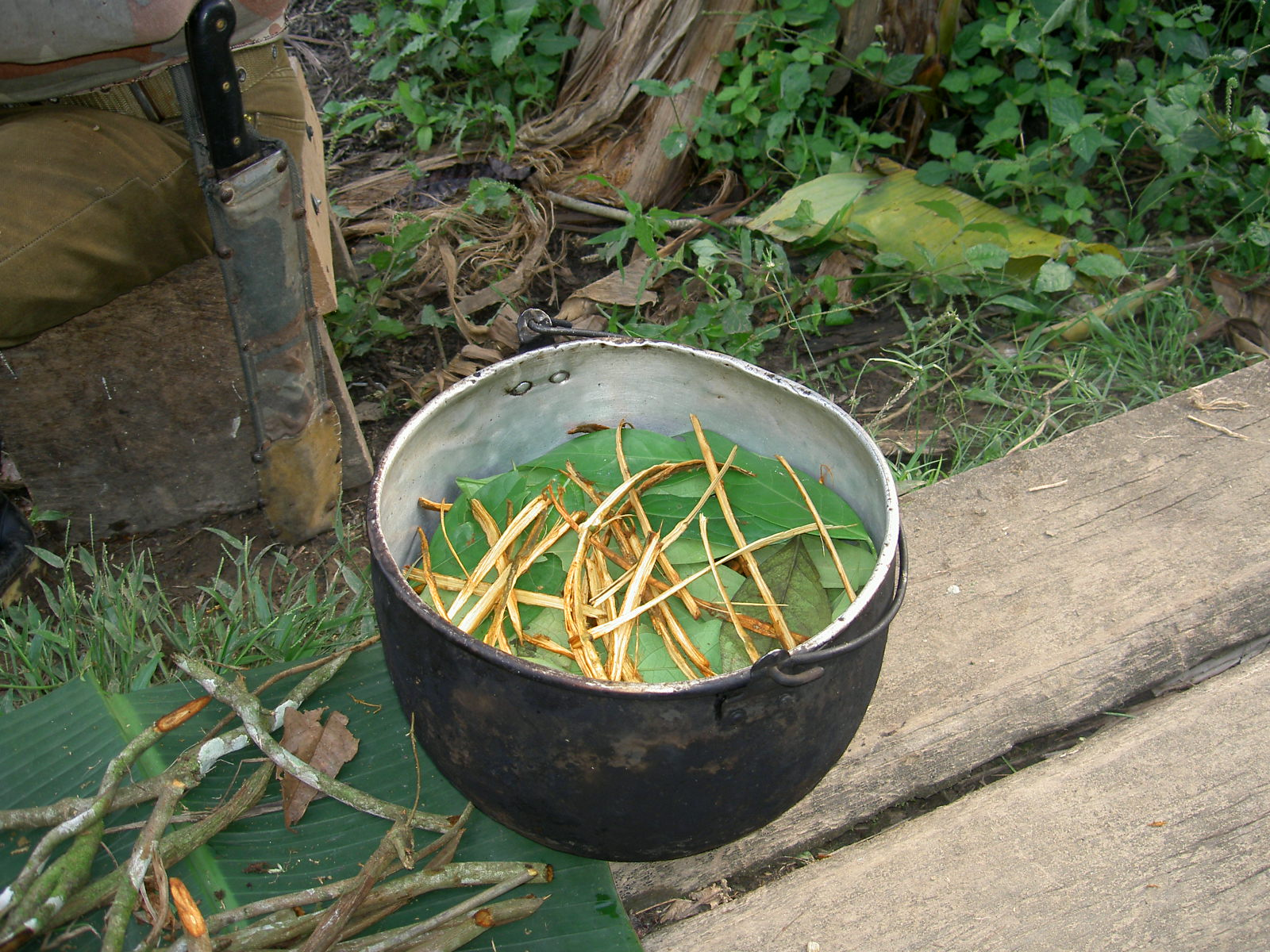
Nồi ayahuasca ở Ecuador

Ayahuasca là một loại chế phẩm hướng thần ở Nam Mỹ, theo truyền thống được sử dụng bởi các nền văn hóa bản địa và những người chữa bệnh theo cổ truyền ở lưu vực Amazon và Orinoco cho các nghi lễ tâm linh, bói toán và chữa nhiều chứng bệnh tâm thần. Ban đầu chỉ giới hạn ở các khu vực của Peru, Brasil, Colombia và Ecuador, vào giữa thế kỷ 20, nó đã trở nên phổ biến ở Brasil trong bối cảnh xuất hiện các tôn giáo hỗn dung sử dụng ayahuasca làm bí tích, như Santo Daime, União do Vegetal và Barquinha, pha trộn các yếu tố của Shaman giáo Amazon, Cơ đốc giáo, thuyết thông linh Kardecist và các tôn giáo Brasil gốc Phi như Umbanda, Candomblé và Tambor de Mina, sau đó mở rộng sang một số quốc gia trên khắp các châu lục, đặc biệt là Hoa Kỳ và Tây Âu, mới bắt đầu ở Đông Âu , Nam Phi, Úc và Nhật Bản.